# Byron Nelson
John Byron Nelson Jr. (4. februar 1912 – 26. september 2006) var en amerikansk golfspiller, der gennem sin karriere vandt hele 52 sejre på PGA Touren. Han vandt desuden 5 Major-turneringer, der fordelte sig således:
- US Masters
  - 1937 og 1942
- US Open
  - 1939
- US PGA Championship
  - 1940 og 1945

I 2006 døde Nelson i en alder af 94 år i Roanoke i Texas.

## Eksterne links
- Spillerinfo Arkiveret 28. august 2008 hos  Wayback Machine